# Loretta Sanchez
Loretta Sanchez, född 7 januari 1960 i Lynwood i Kalifornien, är en amerikansk politiker. Hon var ledamot av USA:s representanthus 1997–2017.
Loretta Sanchez gick i skola i Katella High School i Anaheim. Hon avlade 1982 sin kandidatexamen vid Chapman University och 1984 sin MBA vid American University. Hon var därefter verksam som finansanalytiker fram till 1996.
Sanchez var först med i republikanerna. Hon bytte sedan parti till demokraterna och besegrade sittande kongressledamoten Bob Dornan i kongressvalet 1996. Hon omvaldes nio gånger. År 2016 kandiderade hon till senaten och förlorade därför sin plats i representanthuset efter valet. I senatsvalet besegrades hon av Kamala Harris.
Sanchez har sagt att hon är en "moderat" demokrat, men 2009 hade Sanchez ett "noll" godkännande betyg från den amerikanska konservativa unionen.
Loretta Sanchez är katolik av mexikansk härkomst. Hon är frånskild.